# Genética humana

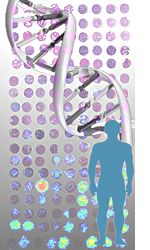
Genética Humana - py5aal

Um cariótipo de um humano masculino, mostrando 46 cromossomos incluindo os cromossomos sexuais XY.

Genética humana descreve o estudo da transmissão genética em seres humanos, englobando uma variedade de áreas como genética clássica, citogenética, genética molecular, genética bioquímica, genética populacional, genética do desenvolvimento, genética clínica e aconselhamento genético.
Os genes podem ser o factor comum das qualidades da maioria dos traços humanos herdados. Estudo da genética humana pode ser útil, pois ele pode responder a perguntas sobre a natureza humana, compreender as doenças e desenvolvimento de um tratamento eficaz da doença, e compreender a genética da vida humana. Este artigo descreve apenas características básicas de genética humana; para a genética dos distúrbios consulte Genética médica.

## Cromossomos
Humanos têm 46 cromossomos, distribuídos em 23 pares (isto é, eles são diplóides). 44 (22 pares) destes cromossomos são autossomos, e 2 (1 par) são cromossomos sexuais. Humanos tem um sistema de determinação sexual XY, tanto que fêmeas têm cromossomos sexuais XX e os machos, XY. O cromossomo Y é mais curto que o cromossomo X, tanto que os machos são hemizigotos nesta região. Genes recessivos ligados ao cromossomo X são assim expressados mais frequentemente em machos. O gênero, na sua completa definição, em humanos é determinado pelos cromossomos X e Y.

## Número de genes
Estimativas do número de genes humanos tem sido possíveis desde que o sequenciamento de DNA foi primeiramente introduzido. Estimativas entretanto podem variar tremendamente, acredita-se atualmente em 20.000-25.000 genes, embora estimativas acima de 40.000 tenham sido feitas no passado por todo mundo.    

## DNA Mitocondrial
Em adição ao DNA nuclear, humanos (como sempre todos os eucariotos) têm DNA mitocondrial. Mitocôndria, a "casa de força" da célula, tem seu próprio DNA porque elas são descendentes de uma proteobactéria que fundiram-se com células eucariontes há 2 bilhões de anos atrás. As mitocôndrias são herdadas de uma mãe, e seu DNA é frequentemente usado para traçar linhas maternas de descendentes (veja Eva mitocondrial).

## Genes e características humanas
Genes tem tanto menores quanto maiores efeitos sobre características humanas. Genes humanos têm sido proeminentes no debate inato ou adquirido.

### Genes e comportamento
Genes têm uma forte influência sobre o comportamento humano. O QI é grandemente herdável. Entretanto, isto tem sido questionado. A forma como humanos herdam características comportamentais é chamado nativismo psicológico, comparado a forma que o comportamento humano e a cultura são virtualmente inteiramente construídas (tabula rasa).
No início do século XX, eugenia era política em partes dos Estados Unidos e Europa. A meta era reduzir ou eliminar pessoas cujos genes eram considerados inferiores. Uma forma de eugenia era a esterilização compulsória de pessoas julgadas mentalmente inaptas. Os programas de eugenia de Hitler voltaram a consciência social contra a prática, e o nativismo psicológico tornou-se associado ao racismo e sexismo.

### Genes e gênero
A maior diferença genética entre seres humanos saudáveis está no gênero (sexo). Cientistas debatem a extensão que genes e cultura afetam a definição de gênero. O caso de David Reimer foi um caso favorável ao campo da tabula rasa, embora recentemente esse mesmo caso tenha sido considerado como evidência para um forte componente genético à identidade de gênero.

### Genes e raça
A maioria de diversidade genética ocorre dentro das "raças" do que entre elas. Conceitos comuns de categorias raciais não precisamente coincidem com características genéticas. 

### Psicologia Evolucionária
A psicologia evolutiva explica muitos comportamentos humanos mais ou menos moderados por genes envolvidos no estágio "caçador-apanhador" do desenvolvimento cultural humano. Ver exemplo Síndrome de Estocolmo.

### Anomalias genéticas
Humanos têm algumas doenças genéticas, frequentemente causadas por genes recessivos. Moléstias genéticas ocorrem em qualquer região, mas são muito comuns em alguns lugares e populações.

### Traços humanos com padrões simples de herança
| Dominante                                                        | Recessivo                                                       | Referência          |
| Nariz aquilino                                                   | Nariz curvado para cima                                         | [ 1 ]               |
| Redemoinho do cabelo no sentido anti-horário                     | Redemoinho do cabelo no sentido horário                         | [carece de fontes?] |
| "Bico de viúva"                                                  | Sem "Bico de viúva"                                             | [ 2 ]               |
| "Covinhas na face"                                               | Sem "covinhas na face"                                          | [ 3 ]               |
| Apto a sentir o sabor de PTC                                     | Inapto a sentir o sabor de PTC                                  | [carece de fontes?] |
| Lóbulo da orelha solto                                           | Lóbulo da orelha preso                                          | [ 4 ] [ 3 ]         |
| Polegar reto                                                     | "Polegar de caroneiro"                                          | [ 4 ]               |
| Ponta da aurícula curvada para dentro                            | Ponta da aurícula reta                                          | [carece de fontes?] |
| Face oval                                                        | Face quadrada                                                   | [carece de fontes?] |
| Sobrancelha larga                                                | Sobrancelha delgada                                             | [carece de fontes?] |
| Sobrancelhas separadas                                           | Sobrancelha única                                               | [carece de fontes?] |
| Cílios longos                                                    | Cílios curtos                                                   | [carece de fontes?] |
| Olhos amendoados                                                 | Olhos arredondados                                              | [carece de fontes?] |
| Sardas                                                           | Ausência de sardas                                              | [ 3 ]               |
| Cerúmen do tipo úmido                                            | Cerúmen do tipo seco                                            | [carece de fontes?] |
| Polegar esquerdo sobre o topo quando dedos das mãos entrelaçados | Polegar direito sobre o topo quando dedos das mãos entrelaçados | [carece de fontes?] |
| Hipocratismo digital do polegar                                  | Polegar normal                                                  | [carece de fontes?] |
| Sem sisos                                                        | Sisos                                                           | [ 5 ]               |